# فرهیون (کالیفرنیا)
فرهیون (به انگلیسی: Fairhaven) یک منطقهٔ مسکونی در ایالات متحده آمریکا است که در شهرستان هامبولت، کالیفرنیا واقع شده‌است. فرهیون ۳ متر بالاتر از سطح دریا واقع شده‌است.